# Сан Донато (Анкона)
Сан Донато (итал. San Donato) насеље је у Италији у округу Анкона, региону Марке.
Према процени из 2011. у насељу је живело 133 становника. Насеље се налази на надморској висини од 484 м.